# Friedrich Ludwig von Ebra
Friedrich Ludwig von Ebra († 22. April 1779) war ein kursächsischer Amtshauptmann sowie Erb-, Lehns- und Gerichtsherr sowie Kirchenpatron auf Ichstedt und Borxleben und Mitbesitzer des Vorwerks Uftrungen.

## Leben
Er stammte aus dem thüringischen Adelsgeschlecht von Ebra und war der Sohn des gräflich-stolbergischen Hofmeisters Reinhardt Ludwig von Ebra. Christian Benjamin Ludwig von Ebra († 6. Juli 1770) war sein jüngerer Bruder. Ebra stellte sich in den Dienst der kursächsischen Wettiner am Hof in Dresden, wo er zum Titular-Amtshauptmann ernannt wurde. Da die Ebra'schen Besitzungen im Fürstentum Schwarzburg und der Grafschaft Stolberg lagen, erhofften sich dadurch die Wettiner einen getreuen Gefolgsmann an der Peripherie ihrer eigenen Besitzungen zwischen Südharz und Nordthüringen.
Er war verheiratet mit Wilhelmina Elisabeth geborene von Lüdecke, mit der er insgesamt zwölf Kinder hatte, von denen bereits einige im Kindesalter starben.
Nach dem Tod des Bruders wurde er alleiniger Besitzer der väterlichen Besitzungen, die nach seinem Tod an seine ihn überlebenden Kinder fielen, zu denen auch der spätere General Ludwig Wilhelm August von Ebra zählte.